# Сірая
Сірая  (кит.: 西拉雅族; піньїн: Xīlāyǎ Zú) — один із корінних народів Тайваню, належить до рівнинних народів. Сірая заселяли прибережні рівнини у південно-західній частині острова Тайвань і відповідні ділянки східного узбережжя; сьогодні це територія міста Тайнань та повіту Тайдун. Складається з щонайменше п'яти спільнот: маттао (Mattauw), соланг (Soelangh), баклоанг (Baccloangh), сінкан (Sinckan) і тайвоан (Taivoan). 
Сірайська мова належить до австронезійської сім'ї. Слово "Тайвань" походить із неї.